# Рибосомний білок S4
Рибосомний білок S4 (англ. Ribosomal protein S4, X-linked) — білок, який кодується геном RPS4X, розташованим у людей на короткому плечі X-хромосоми.  Довжина поліпептидного ланцюга білка становить 263 амінокислот, а молекулярна маса — 29 598.
| 10         |  | 20         |  | 30         |  | 40         |  | 50         |
| ---------- |  | ---------- |  | ---------- |  | ---------- |  | ---------- |
| MARGPKKHLK |  | RVAAPKHWML |  | DKLTGVFAPR |  | PSTGPHKLRE |  | CLPLIIFLRN |
| RLKYALTGDE |  | VKKICMQRFI |  | KIDGKVRTDI |  | TYPAGFMDVI |  | SIDKTGENFR |
| LIYDTKGRFA |  | VHRITPEEAK |  | YKLCKVRKIF |  | VGTKGIPHLV |  | THDARTIRYP |
| DPLIKVNDTI |  | QIDLETGKIT |  | DFIKFDTGNL |  | CMVTGGANLG |  | RIGVITNRER |
| HPGSFDVVHV |  | KDANGNSFAT |  | RLSNIFVIGK |  | GNKPWISLPR |  | GKGIRLTIAE |
| ERDKRLAAKQ |  | SSG        |  |            |  |            |  |            |

A: Аланін

C: Цистеїн

D: Аспарагінова кислота

E: Глутамінова кислота

F: Фенілаланін

G: Гліцин

H: Гістидин

I: Ізолейцин

K: Лізин

L: Лейцин

M: Метіонін

N: Аспарагін

P: Пролін

Q: Глутамін

R: Аргінін

S: Серин

T: Треонін

V: Валін

W: Триптофан

Цей білок за функціями належить до рибонуклеопротеїнів, рибосомних білків. 
Білок має сайт для зв'язування з РНК, рРНК. 
Локалізований у цитоплазмі.